# Bahnhof Baku

Der Bahnhof Baku (aserbaidschanisch Bakı Dəmir Yolu Vağzalı) ist der zentrale Bahnhof der aserbaidschanischen Hauptstadt Baku. Betrieben wird er von der staatlichen Eisenbahngesellschaft Aserbaidschans, Azərbaycan Dəmir Yolları. Er ist auch der Start- und Endpunkt der Bakı şəhərətrafı dəmir yolu, einem ringförmigen Vorortbahnnetz, dass Baku und Sumqayıt verbindet.

## Lage
Der Bahnhof ist ein Kopfbahnhof und befindet sich im Stadtzentrum, ca. 3 km nordöstlich von İçəri Şəhər.

## Geschichte
Das erste Bahnhofsgebäude stammt aus dem Jahr 1880, als die Strecke von Tiflis in Betrieb ging. Die Architektur des ersten Gebäudes war im neomaurischen Stil. Im Jahr 1926 wurde der zweite Bahnhofskomplex gebaut, um die elektrifizierte Bahnstrecke Baku–Sabunçu zu bedienen. Die Architektur des zweiten Gebäudes ist ebenfalls im neomaurischen Stil. 1967 wurde die Station 28 May der Metro Baku gebaut und durch einen Fußgängertunnel mit dem Bahnhof verbunden.
1977 wurde der Bahnhofskomplex einer umfassenden Renovierung unterzogen, bei der ein modernes Bahnhofsgebäude neben dem alten Bahnhof errichtet wurde. 2017 wurde der Bahnhofskomplex grundlegend saniert.

## Verbindungen
Der Bahnhof Baku ist der wichtigste Bahnhof Aserbaidschans und Endpunkt der Bahnstrecke Poti–Baku.
Im Inland werden täglich Verbindungen in mehrere Orte angeboten, darunter die größeren Städte wie Gəncə, Mingəçevir und Lənkəran, sowie Städte in abgelegenen Gebieten wie Zaqatala, Ağstafa, Xaçmaz und Astara.
Daneben bestehen auch Verbindungen ins benachbarte Georgien und nach Russland. Täglich verkehrt je ein Schnellzugpaar in die georgische Hauptstadt Tiflis sowie in die russischen Städte Derbent, Machatschkala, Rostow am Don, Moskau, Wolgograd und Tjumen.

## Galerie

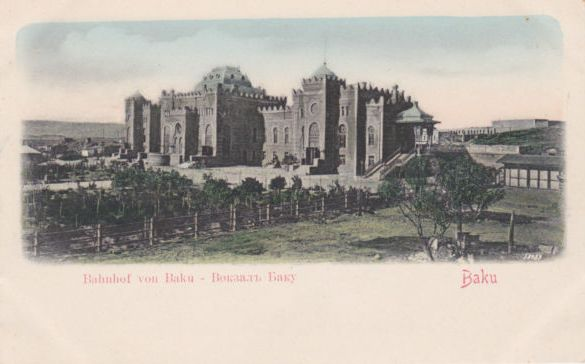
Postkarte des Bahnhofs (1910)
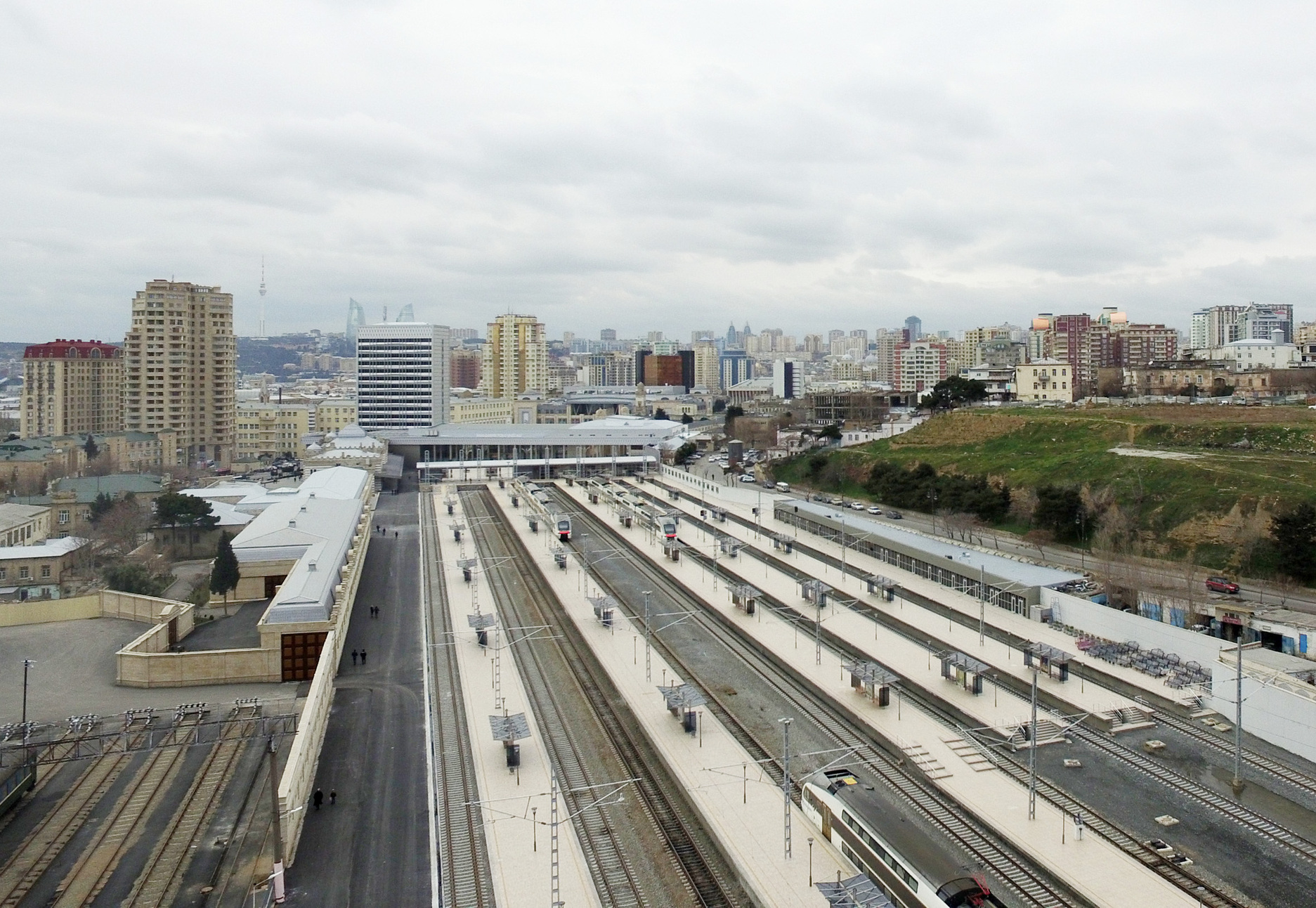
Bahnsteige (2017)
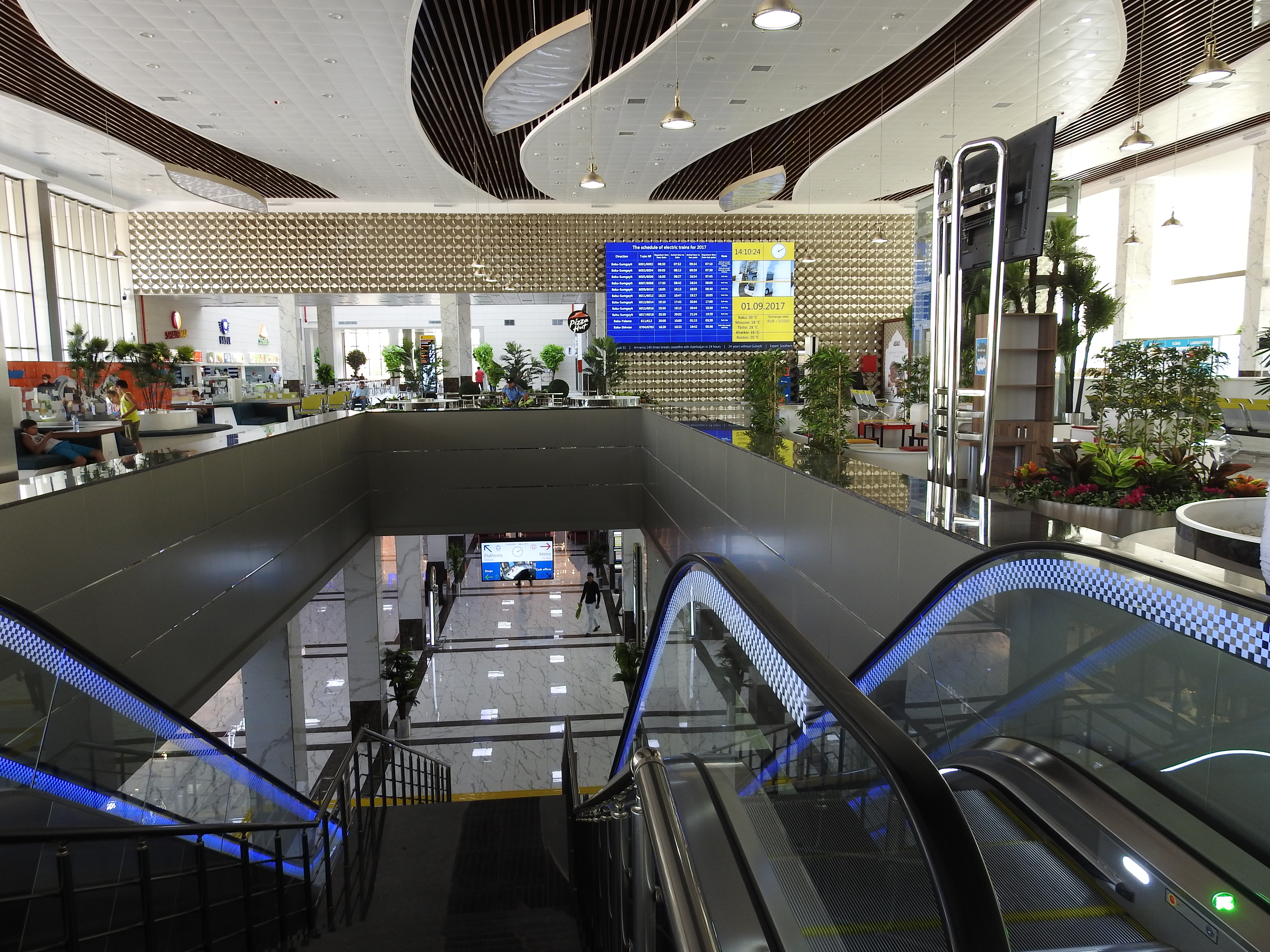
Rolltreppen zur U-Bahn-Station 28 May (2017)
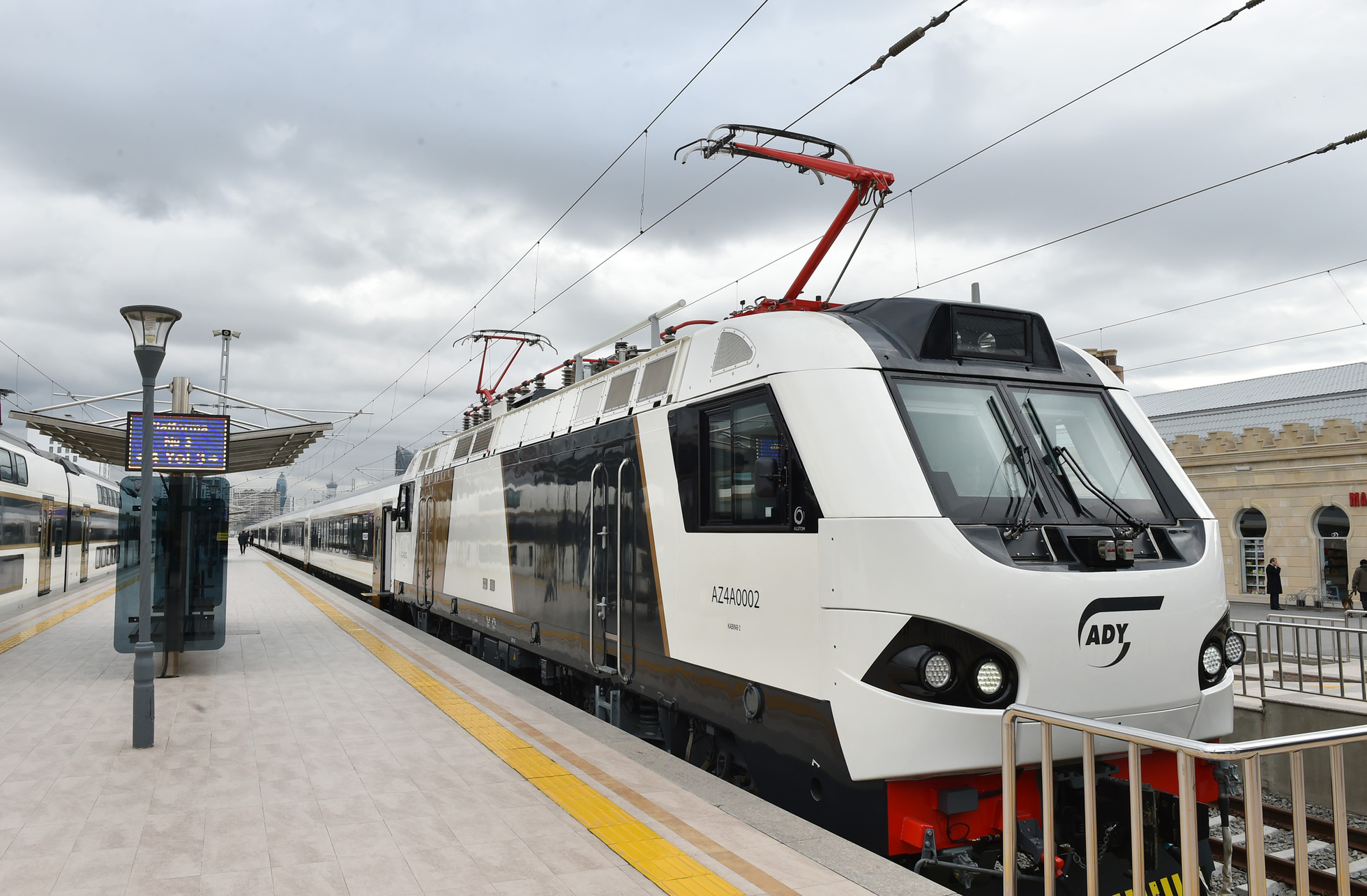
Elektrolokomotive AZ4A-0002 mit Reisezugwagen am Bahnhof (2019)